# Дискордантность
Дискордантность (лат. discordans, discordantis - несогласованый, несхожий) — медицинский термин, применяющийся там, где необходимо указать разобщенность или расщепление.
В настоящее время термин "дискордантность" чаще всего используется в отношении пар, в которых у одного партнера ВИЧ-положительный, а у другого ВИЧ-отрицательный ("дискордантная пара"). Однако, использование понятия "дискордантность" будет уместным и вне медицины: любая пара, в которой существуют некие различия по отношению партнеров, касаемо религиозных и политических взглядов, уровня образования, трудоустройства, социального статуса, может называться "дискордантной".

## Особенности дискордантных пар
Дискордантные пары практически не имеют отличий от обычных пар, чей ВИЧ-статус одинаковый. Но некие отличия, так или иначе присущие дискордантным парам, все же существуют.
Одна из главных проблем - страх потерять близкого и любимого человека. Существуют и другие, не более легкие, вопросы, касающиеся совместного будущего, начала лечения, психологических трудностей, отношения с внешним миром, финансовой составляющей - как правило, партнеры стараются избегать разговоров на эти темы.

## Медицинский аспект
В последнее время ВИЧ инфекцию относят к хроническим заболеваниям, требующим регулярного медицинского осмотра. ВИЧ-положительный человек может заранее предотвратить развитие сопутствующих ВИЧ инфекцию заболеваний, таких как туберкулез, кандидоз, герпетическая инфекция и др. Данные заболевания могут возникнуть и у простого человека, но у ВИЧ-положительных людей они протекают в более тяжелой форме. Именно поэтому людям с ВИЧ-положительным статусом следует пристальней следить за своим здоровьем.
Особенность жизни ВИЧ-положительных людей заключается в приеме высокоактивной антиретровирусной терапии, помогающей длительное время сохранять здоровье пациента. Терапия требует изменения старых условий жизни на новые, учитывая необходимые условия для лечения ВИЧ-инфекции.
Также следует помнить, что ВИЧ-отрицательный пациент также должен пристально следить за своим здоровьем, регулярно проходя тестирования на антитела к ВИЧ, оценивая степень риска инфицирования и помня о безопасном сексуальном поведении.